# حوزه انتخابیه هجدهم کالیفرنیا
حوزه انتخابیه هجدهم کالیفرنیا یک حوزه انتخابیه مجلس نمایندگان آمریکا است که در ایالت کالیفرنیا قرار دارد.